# ジャン＝フランソワ・パロ
ジャン＝フランソワ・パロ（Jean-François Parot、1946年6月27日 - 2018年5月23日）は、フランスの外交官、歴史ミステリー作家。パリ生まれ。

## 経歴
子どもの頃、俳優のジャン・ギャバンと知り合いだったこと、母が映画監督マルセル・カルネの下で働いていたこと、祖父がアベル・ガンスが監督を務めた映画『ナポレオン』（1927年）の編集をしたことなど、映画と密接に関わる家庭で育った。大学で歴史の学士と修士号を取得し、大学院で人類学、特に古代エジプトのミイラの生成技術、太平洋諸島に古くから伝わる神話、18世紀のパリについて修めた。
"Structures sociales des quartiers de Grève, Saint-Avoye et Saint-Antoine, 1780-1785" という学術書を1974年にアシェットからマイクロフィルムで出版している。
セネガルのサン＝ルイで軍関係の仕事をしていた時、「たまたま」領事の補佐となる。その後、1974年にキンシャサで副領事、1982年から1987年にはホーチミン、アテネで総領事、ドーハ、ハルツーム、ジブチ、ワガドゥグー、ソフィアなどで参事官、チュニスで公使兼大使代理を歴任。また、経済・財政・産業省のアドバイザー、外務・ヨーロッパ問題省の人事局長代理、2002年から2006年には国防・退役軍人省の局長代理を務めた。2006年10月にギニアビサウの大使となり、外交における食料の役割を強調した。2018年5月23日に死去。71歳没。

## 執筆業
代表作は、18世紀のフランスの警察の警視「ニコラ・ル・フロック」シリーズ。アクションやミステリーを交えながらも史実に基づいた正確な描写が特徴である。
イタリア語、スペイン語、英語、ロシア語などに翻訳され、フランス2で「王立警察 ニコラ・ル・フロック」としてテレビドラマ化された。
ニコラ・ル・フロックは、ブルターニュ半島のゲランド出身、侯爵の非嫡出子として生まれ、カノン・ル・フロックに育てられた。物語は1761年から始まり、パリ警察（現在のパリ警視庁）総監アントワーヌ・ド・サルティンヌ（実在した警察官、(en) ）と共に仕事をする。ピエール・ブルドー捜査官らと協力しながら犯罪や複雑な恋愛を解決していく。フロックも含め登場人物の多くがグルメで、作中にも食べ物の描写が多くある。

## 著書
| # | 邦題                     | 原題                                | 刊行年 | 刊行年月   | 訳者     | 出版社                   |
| - | ------------------------ | ----------------------------------- | ------ | ---------- | -------- | ------------------------ |
| 1 | ブラン・マントー通りの謎 | L'Énigme des Blancs-Manteaux        | 2000年 | 2008年11月 | 吉田恒雄 | ランダムハウス講談社文庫 |
| 2 | 鉛を呑まされた男         | L'Homme au ventre de plomb          | 2000年 | 2009年8月  | 吉田恒雄 | ランダムハウス講談社文庫 |
| 3 | ロワイヤル通りの悪魔憑き | Le Fantôme de la rue Royale         | 2001年 | 2010年2月  | 吉田恒雄 | ランダムハウス講談社文庫 |
| 4 |                          | L'Affaire Nicolas Le Floch          | 2002年 |            |          |                          |
| 5 |                          | Le Crime de l'hôtel Saint-Florentin | 2004年 |            |          |                          |
| 6 |                          | Le Sang des farines                 | 2005年 |            |          |                          |
| 7 |                          | Le Cadavre anglais                  | 2007年 |            |          |                          |
| 8 |                          | Le Noyé du grand canal              | 2009年 |            |          |                          |
| 9 |                          | L'Honneur de Sartine                | 2010年 |            |          |                          |